# Denise Vernay
Pour les articles homonymes, voir Vernay et Jacob (homonymie).
Denise Vernay , née Denise Jacob le 21 juin 1924 à Paris où elle est morte le 4 mars 2013, est une résistante française.
Arrêtée en 1944 pendant qu'elle transportait deux postes émetteurs et des finances pour le maquis des Glières, elle est torturée par la Gestapo, puis déportée à Ravensbrück. Rescapée, elle s'engage pour témoigner à propos de la Résistance et de la déportation. Elle est la sœur de Simone Veil.

## Biographie

### Enfance
Denise Jacob est la fille d'André Jacob (1891-1944), architecte, et d'Yvonne Steinmetz (1900-1945). Elle est la deuxième fille de leurs quatre enfants : Madeleine (surnommée « Milou ») est l'aînée, après Denise suivent Jean et Simone, qui deviendra plus tard Simone Veil. Lorsqu’elle a six mois, sa famille quitte Paris pour s’installer à Nice.
Au lycée, sous l'Occupation, elle inscrit au tableau noir avec une camarade les mots d’ordre et les messages diffusés par Radio Londres puis diffuse des tracts. Eclaireuse puis cheftaine à la section neutre de la Fédération française des éclaireuses, branche du scoutisme laïque, elle est totémisée Miarka, (nom de l’héroïne bohémienne d’un conte de Jean Richepin, Miarka, la fille à l’ourse). En 1941, elle obtient les baccalauréats de philosophie et de mathématiques.

### Participation à la Résistance intérieure française
À l’automne 1942, les rafles d’étrangers juifs s’intensifient, elle rejoint l’Union générale des israélites de France à Nice, elle aide à cacher des enfants et parents juifs,.
En septembre 1943, alors qu’elle participe à un camp de cheftaines éclaireuses avec sa sœur aînée « Milou », leur père les avertit de l’intensification des rafles. Denise décide d’entrer en contact avec la Résistance. Hébergée par les parents d’une camarade cheftaine, elle est mise en contact avec le mouvement Franc-Tireur. Elle devient agent de liaison au sein du mouvement lyonnais à 19 ans, en octobre 1943, sous le nom de code de Miarka, son nom de totem aux éclaireuses. Elle reprend la mission de Nicole Clarence, qu'elle avait connue via les Éclaireurs de France. D’octobre 1943 à mai 1944, elle se charge de glisser du courrier clandestin dans les boites aux lettres du centre-ville de Lyon et de diffuser le journal clandestin Franc-Tireur.
Le 18 mars 1944, elle rend visite à sa famille à Nice pour les 21 ans de Milou,. Les membres de sa famille sont arrêtés et déportés dix jours plus tard comme juifs. L'annonce de cette nouvelle la conduit à demander des missions plus risquées dans la Résistance et à vouloir rejoindre un maquis.
Au début du mois d'avril 1944, elle quitte Lyon pour Annecy et devient agent de liaison des Mouvements unis de la Résistance en Haute-Savoie , sous le nom de « Annie ». Elle se porte volontaire pour récupérer en Saône-et-Loire deux postes émetteurs et des subsides qui y ont été parachutés, pour les acheminer vers le maquis des Glières,. Elle effectue alors 240 km à bicyclette jusqu'à Cluny, où elle récupère les postes émetteurs et les finances, et les achemine en taxi jusqu'à Caluire, où elle est hébergée par une cadre de la Fédération française des éclaireuses, Reine Bruppacher. Le lendemain, le 18 juin 1944, alors qu'elle est en route pour déposer le matériel à la gare d'Aix-les-Bains, son taxi est arrêté par une milice de la Gestapo entre Bourgoin et La Tour du Pin. Elle est conduite au siège de la Gestapo de Lyon, place Bellecour, où elle est torturée par les hommes de Klaus Barbie, elle est soumise au supplice de la « baignoire ».

### Déportation
À la suite de son arrestation, Denise Jacob est incarcérée dix jours au fort Montluc, puis au fort de Romainville et au petit camp de Neue Bremm,, avant d'être déportée au camp de Ravensbrück, où elle arrive le 26 juillet 1944 ,. Inscrite sous un pseudonyme, on ne sait pas qu'elle est juive,  elle est donc déportée comme résistante, à la différence des autres membres de sa famille. Au camp de Ravensbrück,  à plusieurs reprises malgré sa propre fatigue, elle prend volontairement la place de camarades polonaises exténuées par les expériences médicales, pour endurer à leur place les interminables appels. C'est Germaine Tillion, dont elle fut l'amie et par la suite la secrétaire à l'École des hautes études en sciences sociales (ex-École pratique des hautes études), qui en témoigne. Elle a entre autres pour camarades de déportation : Geneviève de Gaulle-Anthonioz et Noëlla Rouget.
Le 2 mars 1945, elle est transférée à Mauthausen dans un convoi de déportées "Nuit et Brouillard" (NN) destinées à être exterminées. Elle est finalement libérée, par une délégation de la Croix-Rouge internationale, le 21 avril 1945.
Son père et son frère, déportés comme juifs, sont assassinés dans les camps. Sa mère et ses sœurs sont déportées à Auschwitz. Sa mère meurt à Bergen-Belsen ; Simone et Madeleine sont libérées en avril 1945. Quelques années plus tard, Milou meurt le 14 août 1952 dans un accident de voiture.

### Témoin de la déportation
En 1947, elle épouse Alain Weil dit Alain Vernay (1918-2015), résistant, journaliste, conseiller économique, avec qui elle a trois enfants et sept petits-enfants.
Tout au long de sa vie, elle participe à perpétuer la mémoire de la Résistance et de la déportation. Elle est membre active de l'Association nationale des anciennes déportées et internées de la Résistance (l'ADIR), puis participe à la création de la Fondation pour la mémoire de la déportation aux côtés de camarades de déportation : Geneviève de Gaulle-Anthonioz, Marie-José Chombart de Lauwe ou Anise Postel-Vinay. Elle participe aux recherches sur l'histoire du camp de Ravensbrück, avec l'ethnologue Germaine Tillion qu'elle avait rencontrée en déportation et qui devient son amie.

### Engagement social
Elle s'investit dans une œuvre privée, « La sauvegarde de l’adolescence ». De 1961 à 1970, elle est déléguée bénévole à la Liberté surveillée. En 1968, elle rejoint Germaine Tillion à l’École pratique des hautes études (EPHE) puis à l’École des hautes études en sciences sociales (EHESS). Après avoir effectué un travail de terrain sur la communauté des Harkis, elle soutient en janvier 1976, sous la direction de Germaine Tillion, un mémoire intitulé « Un regroupement de Français musulmans. L’atelier de tissage de Lodève ». À partir de 1974, elle est membre du conseil d’administration puis vice-présidente du Service social familial nord-africain (SSFNA), En 1975-1976, elle fait partie de la Commission pour l’insertion des familles immigrées puis de 1977 à 1979, du sous-groupe "Migrants" du Conseil supérieur de l’information sexuelle, de la régulation des naissances et de l’éducation familiale (CSIS).
Denise Vernay meurt à Paris le 4 mars 2013, à l'âge de 88 ans,.

## Distinctions
- Commandeure de la Légion d'honneur[8].
- Grand-croix de l'ordre national du Mérite.
- Croix de guerre 1939–1945 avec palmes.
- Médaille de la Résistance française, avec rosette (décret du 3 janvier 1946)[18],[8].

## Hommages

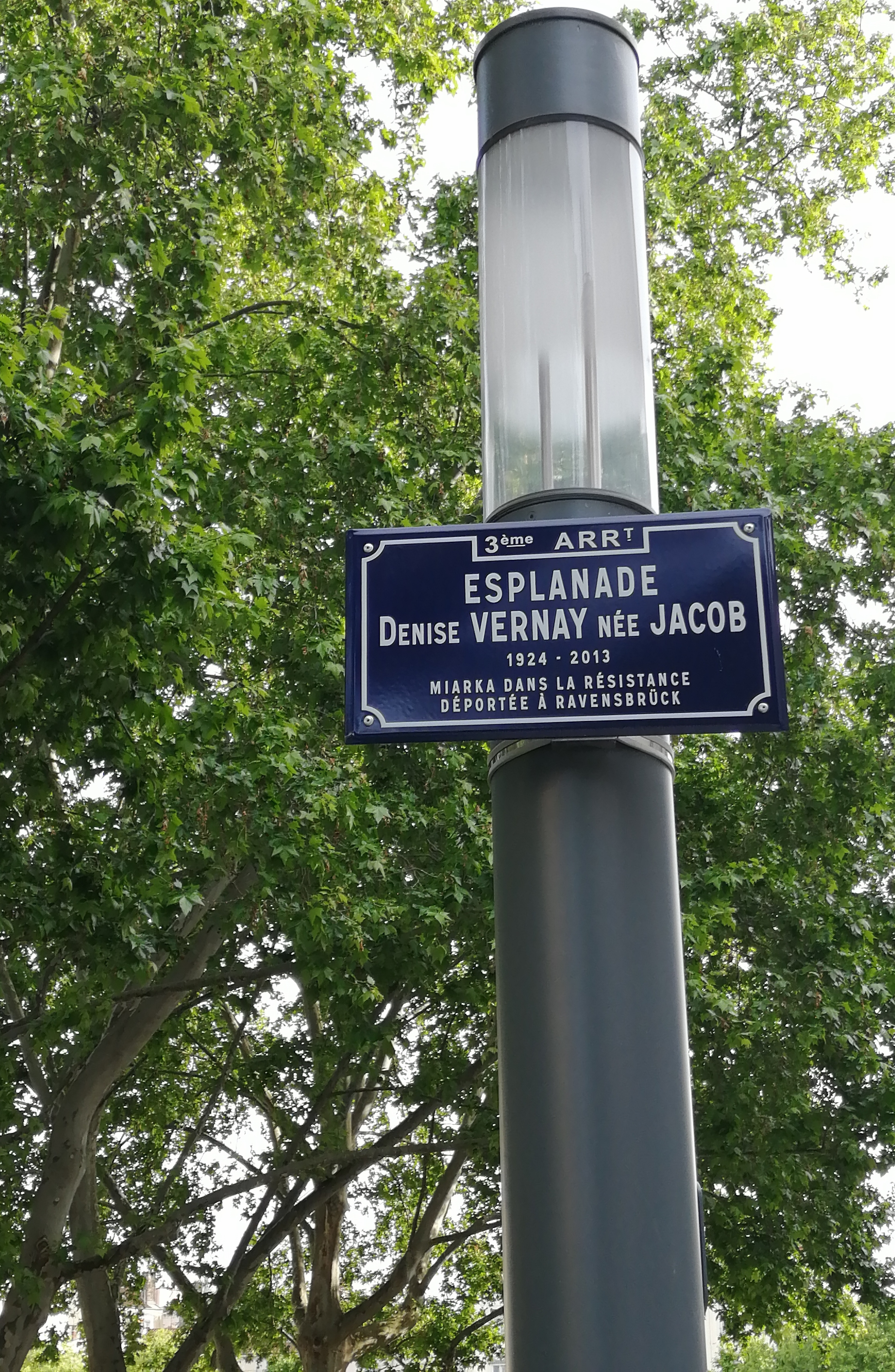
Esplanade Denise Vernay née Jacob, dans le 3e arrondissement de Lyon

L'esplanade Denise-Vernay est inaugurée le 25 mai 2021, dans le 3e arrondissement de Lyon 

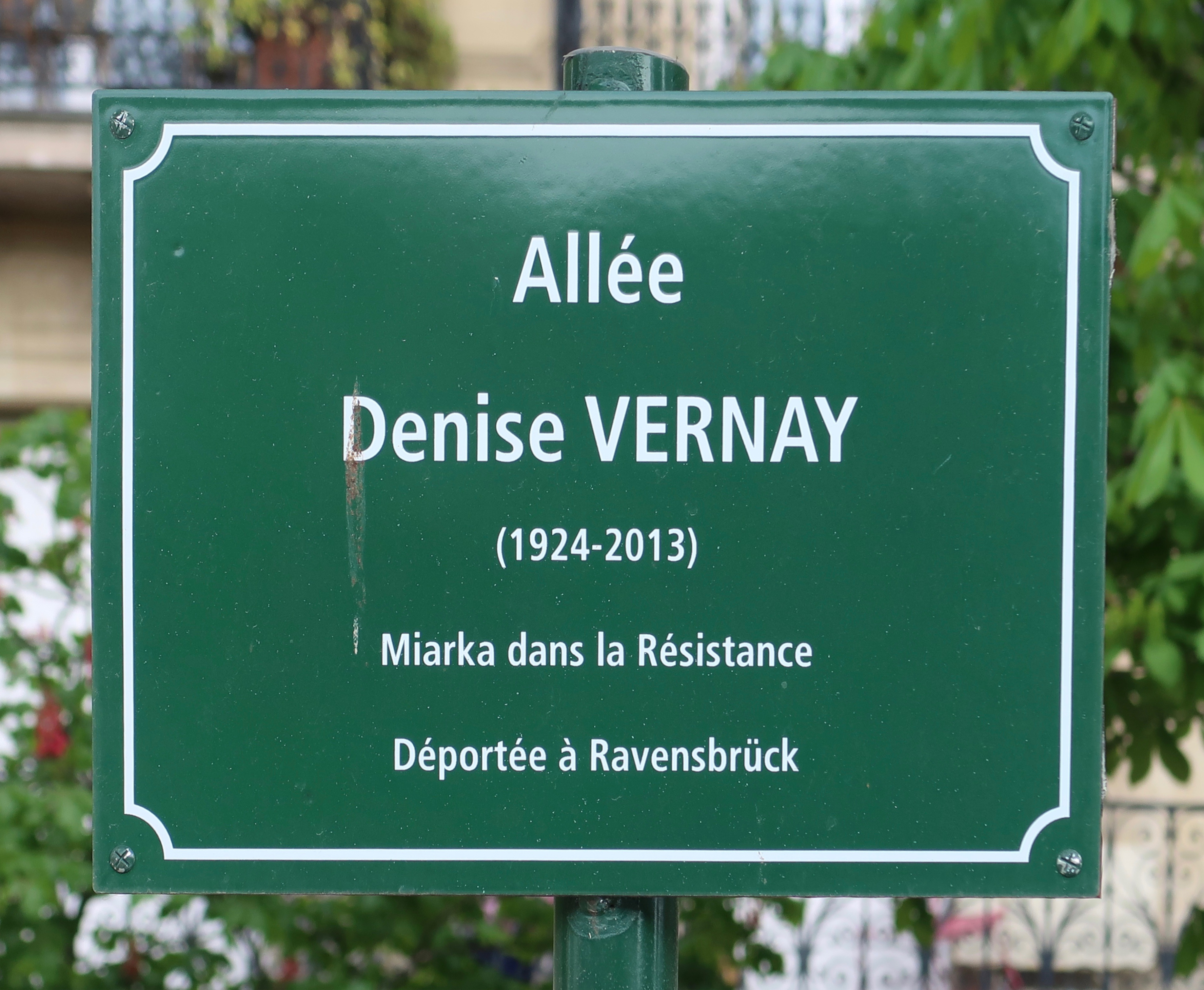
Plaque de l'allée Denise-Vernay, jardin Marco-Polo, Paris 6e.

Une allée porte son nom dans le jardin des Grands-Explorateurs Marco-Polo et Cavelier-de-la-Salle (6e arrondissement de Paris).
Des rues portent son nom à Albi, Orléans et Bordeaux[réf. nécessaire].